# Chantal (Haïti)
Pour les articles homonymes, voir Chantal.
Chantal (Chantal en créole), est une commune d'Haïti située dans le département du Sud et l'arrondissement des Cayes.

## Démographie
La commune est peuplée de 31 030 habitants(recensement par estimation de 2009).

## Administration
La commune de Chantal est dirigée actuellement par un conseilbde 3 membres.
Le maire Titulaire s'appelle Jean Max Charles
Les deux autres ainsi connus Madame Orphané René et Soniel.
Les Délégués de ville François Jhames Yadelyn, Jean Lucio Cassion, Christina Sanon et Mirleine Clervil.
Ayant comme CASEC pour la première Section Dumé, Ginette,... 2ème Section Yves Dorestant, Madame Beaunoit et Alexis et J'en passe.
La commune est composée des sections communales de :
- Fond-Palmiste
- Melonière
- Carrefour-Canon

## Économie
L'économie locale repose sur la production du café, des limes ou citron vert, des bananes et de la canne à sucre.